# Welfia
Welfia é um género botânico pertencente à família Arecaceae.